# 1995 en rugby à XV
Cette page présente les faits marquants de l'année 1995 en rugby à XV : les principales compétitions et évènements liés au rugby à XV et rugby à sept ainsi que les décès de grandes personnalités de ces sports.

## Événements

### Mars
- 18 mars : le XV d'Angleterre remporte le Tournoi des Cinq Nations en signant un Grand Chelem.
  - Article détaillé : Tournoi des Cinq Nations 1995

### Avril
- Leicester Tigers est Champion d'Angleterre pour la deuxième fois de son histoire.
  - Article détaillé : Championnat d'Angleterre de rugby à XV 1994-1995

### Mai
- 6 mai : le Stade toulousain est champion de France devant le Castres olympique 31-16[1].
  - Article détaillé : Championnat de France de rugby à XV 1994-1995
- 14 mai : le Stade toulousain remporte le Challenge Yves du Manoir en battant Bègles-Bordeaux en finale 41-20[2].
- ? mai : dix-neuvième édition de la Coupe Ibérique. Les Espagnols du Ciencias RC l'emportent 31-14 face aux Portugais du GDS Cascais.

### Juin
- 24 juin : le XV d'Afrique du Sud remporte la Coupe du monde en s'imposant en finale face aux All-Blacks, 15-12[3].
  - Article détaillé : Coupe du monde 1995